# مانوئل بادالیان
مانوئل هنریکی بادالیان (ارمنی: Մանվել Հենրիկի Բադեյան؛ زادهٔ ۱ آوریل ۱۹۶۱) یک سیاستمدار اهل ارمنستان است که از تاریخ ۱۹۹۹ تا تاریخ ۲۰۰۳ سمت نمایندگی دوره دوم مجلس ملی جمهوری ارمنستان را برعهده داشت.

## زندگی‌نامه
در ۱ آوریل ۱۹۶۱ در روستای قرقی به دنیا آمد و از دانشگاه ملی علوم کشاورزی ارمنستان (۱۹۸۸) فارغ‌التحصیل شد. وی همچنین برنده نشان آنانیا شیراکاتسی (۲۰۰۵)، مدال آندرانیک اوزانیان (۲۰۰۷)، مدال طلای یادبود فریتیوف نانسن (۲۰۰۷) و مدال قدردانی (۲۰۱۴) شده است.

## یادداشت
1. ↑  ՀՀ Քաղաքացիական ծառայության խորհրդի նախագահ